# Colheita Feliz
Colheita Feliz foi um simulador de fazenda em tempo real desenvolvido pela Elex e distribuído pela empresa norte-americana Mentez, fundada no Brasil pela empreendedora serial Tahiana D'Egmont, disponível como um aplicativo no site da extinta rede social Orkut. O jogo permitia que os membros do Orkut gerissem uma fazenda virtual que inclui o plantio, cultivo e colheita de diversas plantas, árvores e animais e até mesmo o roubo. Desde o seu lançamento, o Colheita Feliz se tornou o aplicativo mais popular no Orkut, com mais de vinte e dois milhões de usuários, mas fora superado pelo Vila Mágica, também desenvolvido pela empresa Mentez.
A popularidade do aplicativo era tão alta que causava problemas nos servidores, sendo que o jogo ficava algumas horas do dia fora do ar.

## Características
O Colheita Feliz consistia em uma fazenda, com vários canteiros (a maioria bloqueados), onde o jogador deveria plantar suas sementes e flores. Havia uma casa e uma casa para cachorros, onde se encontravam os cachorros que o jogador poderia comprar no jogo. Existia também um cercado, onde localizavam-se os animais comprados.

## Jogabilidade
O objetivo do Colheita Feliz é plantar sementes e flores, e depois colhe-lás e vendê-las. O jogador deverá retirar as pragas e as pestes que danificam sua plantação e regá-las quando estiverem secas. O jogador também poderá invadir as fazendas de outros jogadores e roubar suas plantações, mas também poderá ajudá-lo, regando e retirando as pragas e pestes das plantações.
Na parte superior direita da tela, existem alguns botões. Quando se colhe um determinado tipo de semente, ela vai para o botão depósito, onde o jogador poderá vendê-las e receber uma quantia em moedas de ouro. No botão loja, o jogador poderá comprar tudo o que precisar, desde sementes a animais. No botão decoração, se encontram as decorações que o jogador comprou e devem ser ativadas para poderem ser usadas. No botão minha fazenda, o jogador poderá voltar para a sua fazenda, quando ele se encontrar nas de outros jogadores. No botão fazenda dos amigos, o jogador poderá entrar na fazenda de outros jogadores, e roubá-los, danificar suas plantações ou ajudá-los, regando e tirando pragas e pestes.
Na parte superior esquerda da tela, existem os níveis de experiência e popularidade e a quantidade de moedas de ouro e de créditos do jogador. Existem também dois botões: assistente da fazenda, que mostra os acontecimentos recentes da fazenda de um determinado jogador, tais como, os produtos comprados e vendidos, e a pessoas que ajudam e roubam; e presentes, que mostram as flores recebidas e disponíveis para serem enviadas.
Na parte inferior da tela, existem outros botões, cujas responsabilidades são colher os produtos (botão colher), retirar pragas e pestes (botões removedor de pragas e pesticida, respectivamente), regar as plantações (botão água), ver os itens que foram comprados (botão itens comprados), retirar plantas mortas ou o que restou de plantas que foram colhidas (botão enxada) ou mover a tela (botão mover). Nas fazendas de outros jogadores, existem outros dois botões: pragas e pestes, que tem a função de danificar a fazenda, com pragas ou pestes.
O jogador também é desafiado, a aumentar seu nível em experiência e popularidade. A experiência aumenta ao se plantar sementes e flores, regá-las, retirar pragas e pestes da plantação, colher, alimentar animais, comprar decorações, entre outras maneiras. Já a popularidade, aumenta ao receber flores dos outros jogadores.
Todos os dias, os jogadores recebem uma "recompensa diária", que pode ser uma semente, uma flor ou fertilizante.

## Itens
- Moedas de ouro: é o dinheiro padrão do Colheita Feliz. O jogador pode obtê-las, vendendo seus estoques, e recolhendo os produtos que os animais produzem. A maioria dos produtos pode ser obtido por esse dinheiro.
- Créditos (Moedas verdes): esse dinheiro só pode ser obtido através de um depósito de dinheiro real em bancos. Com esse dinheiro, o jogador pode comprar sementes, flores e animais exclusivos, além de poder aumentar suas terras, tendo mais canteiros disponíveis para plantar.
- Sementes: as sementes podem ser compradas com as moedas de ouro. Existe um total de 33 sementes no jogo, tantas de frutas, legumes ou verduras. As sementes precisam de um nível X para poderem ser compradas e demoram um determinado tempo para crescerem. O crescimento das sementes é dividido em cinco etapas: germinação, folhas pequenas, folhas grandes, florescendo e maduro. As sementes crescem de acordo com temporadas de crescimento, ou seja, plantas com mais de uma temporada, depois de maduras e colhidas, podem florescer novamente e dar novos frutos. As sementes chegam a ter até quatro temporadas de crescimento. Quando o jogador colocar o mouse por cima das sementes plantadas, haverá duas barras; a primeira dela indica o valor de saúde da planta (uma praga, uma peste ou a falta de água, diminuem um ponto ao valor total), e a segunda indica a quantidade de temporadas que a planta possui (e também a temporada em que a planta se encontra) e quanto tempo ainda falta para a planta chegar ao próximo estágio de crescimento. Algumas sementes são vips, ou sejam, precisam de um cartão vip para serem compradas, estes necessitam de créditos para serem comprados.
- Flores: as flores tem a utilidade de aumentar o nível de popularidade de quem as ganham. Existem um total de 13 flores, nas quais, a maioria delas, só podem ser compradas com créditos, embora algumas possam ser compradas com moedas de ouro (mas necessitam de um nível X, para serem compradas). O crescimento das flores também é dividido nas mesmas etapas do crescimento das sementes. As flores, também possuem as mesmas barras, com as mesmas caraceterísticas, das sementes. O jogador que colhe uma flor, pode presentear um outro jogador, fazendo com que este ganhe níveis em popularidade. Não há flores vips.
- Animais: os animais são divididos em dois tipos: os que crescem, e os que produzem. Os que produzem, como o proprio nome diz, produzem itens, que podem ser vendidos, obtendo-se, assim, moedas de ouro. Já os que crescem, como o próprio nome diz, crescem durante um determinado período de tempo, e quando já estão grandes o suficiente, podem ser vendidos, ganhando uma grande quantidade de moedas de ouro. O crescimento dos animais que crescem, é dividido em cinco estágios. Os animais, também possuem duas barras, quando o jogador colocar o mouse sobre eles: a barra de alimento (é igual, tanto para os animais que produzem, quanto para os animais que crescem), que mostra a alimentação do animal (quando chegar a zero, o animal deve ser alimentado); e a barra de crescimento (nos animais que crescem), que mostra a quantidade que falta para o animal chegar no outro estágio de crescimento e a barra de produtividade (nos animais que produzem), que mostra quanto tempo falta para que o animal produza e quantos dias faltam para que expire. Todos os animais, devem ser alimentados, caso contrário, não produzirão ou não crescerão. Os animais vivem durante um determinado período de tempo; passado esse período, eles expiram (o jogador tem a possibilidade de comprar um outro animal, caso ele expire). Tem como animais o pombo, vários tipos de cachorro, vaca, ovelha, abelha, burro, galinha, porco , pavão, coelho, cavalo, rena, avestruz e cabra.
- Decorações: as decorações, tem a finalidade de enfeitar a fazenda do jogador que as tem. Elas aumentam o nível de experiência, quando são compradas. O jogador tem a possibilidade de comprá-las usando os dois tipos de moedas (embora algumas exijam somente créditos). As decorações expiram dentro de um mês.
- Fertilizantes: os fertilizantes diminuem o tempo de espera de uma plantação. Eles podem ser usados em somente um estágio do crescimento. Existem quatro tipos de fertilizantes: o fertilizante normal, diminui em uma hora o tempo de espera de uma plantação e pode ser comprado somente com moedas de ouro; o fertilizante rápido, diminui em duas horas e trinta minutos o tempo de espera de uma plantação e pode ser comprado com moedas de ouro ou créditos; o super fertilizante, diminui cinco horas e trinta minutos o tempo de espera de uma plantação e pode ser comprado com moedas de ouro ou créditos e, o fertilizante do amor, que pode ser utilizado na fazenda dos outros jogadores, e diminui uma hora o tempo de espera de uma plantação e pode ser comprado somente com créditos.
- Cartão Vip: permite que os jogadores comprem os produtos premium do jogo. Só pode ser comprado com créditos, e expira em um mês.
- Alimentos: os alimentos, como o próprio nome diz, alimentam os animais. Podem ser comprados com moedas de ouro. Os alimentos para os animais que produzem, duram oito horas, enquanto os alimentos para animais que crescem, duram doze horas. Existem rações especiais, compradas somente com créditos, que aumentam a produtividade dos animais.